# Маккой Тайнер
Альфред Маккой Тайнер (англ. Alfred McCoy Tyner; 11 грудня 1938 — 6 березня 2020) — американський джазовий піаніст і композитор, відомий своєю роботою з квартетом Джона Колтрейна (з 1960 по 1965 рік) і довгою сольною кар'єрою після цього. Він був нагороджений відзнакою Маестро джазу і п'ятикратним лауреатом премії Ґреммі. На відміну від багатьох джазових клавішників свого покоління, Тайнер дуже рідко використовував у своїй творчості електричні клавішні або синтезатори. Тайнера багато наслідували, він є одним з найбільш впізнаваних і впливових джазових піаністів усіх часів.